# Microfil·le

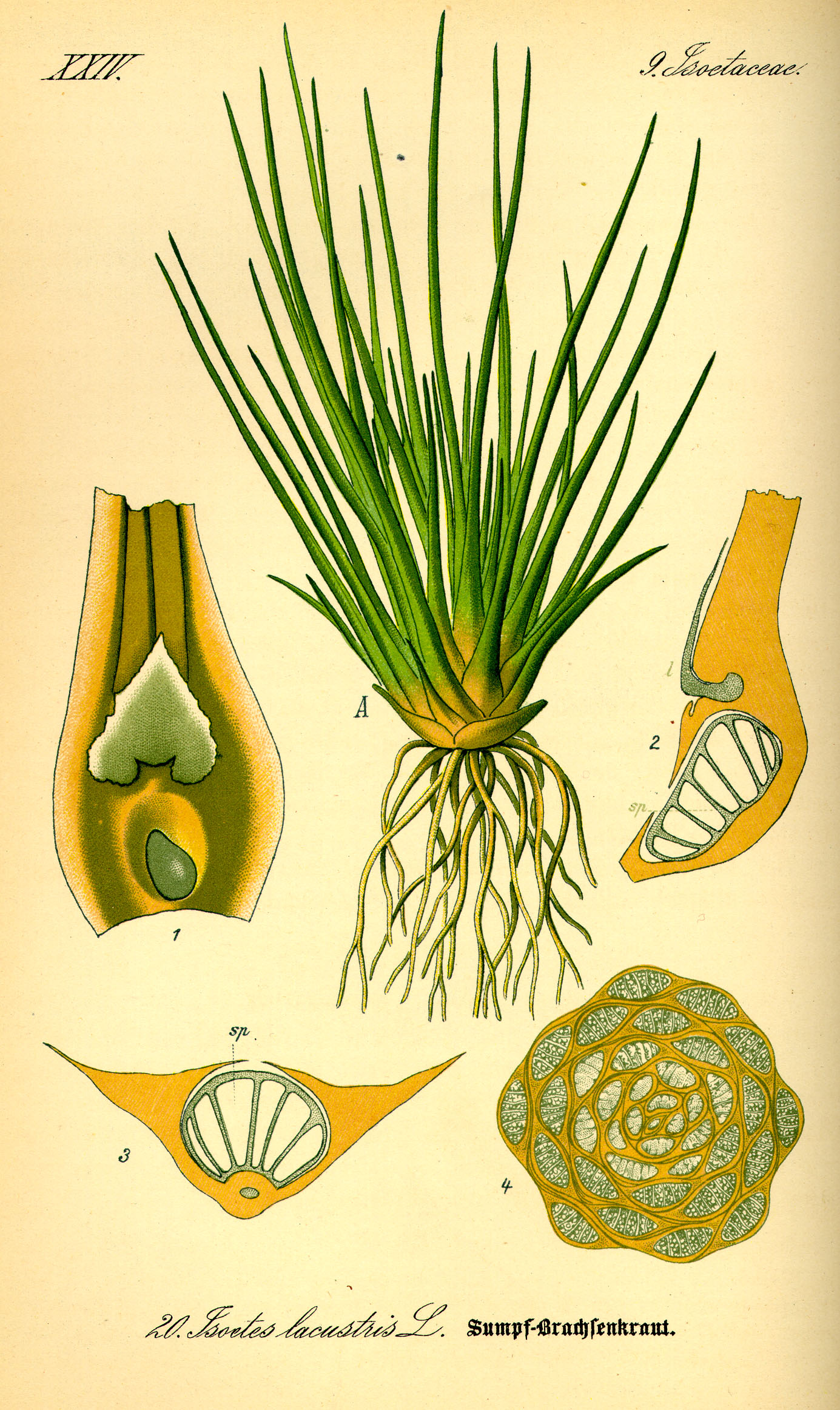
Les fulles microfil·les contenen un únic feix vascular, com és el cas de la isoetes lacustris.

Un microfil·le és un tipus de fulla que té una única nervadura. El microfil·le és una fulla generalment menuda i sense feix vascular que, en cas de tenir-lo, no deixa interstici foliar en l'estela.

## Definició clàssica
En el concepte tradicional de microfil·le, l'únic nervi que té sorgeix d'una protoestela sense deixar un interstici foliar. L'interstici foliar és una petita àrea per sobre del node d'algunes fulles on no hi ha teixit vascular, ja que tot ha estat desviat cap a la fulla. El concepte oposat és el de megafil·le, el tipus de fulla amb múltiples nervadures.
Segons aquesta definició la psilophyta, la licopodiòpsida i les cues de cavall són microfil·les. Si bé és cert que la majoria són fulles de mida molt petita, malgrat el seu nom, no sempre són així, per exemple, entre les isoetes hi ha alguns casos de fulles de fins a 100 cm.

## Evolució de les fulles: microfil·les i megafil·les
La teoria de l'evolució de les plantes postula que les microfil·les van sorgir en el mateix moment que van sorgir les enatiounes petites excrescències desenvolupades des dels primers eixos (com ara els trobats en la Zosterofil·lòfita). Més endavant van sorgir excrescències de la protoestela (com en el cas de l'Asteroxylon) i finalment van evolucionar fins a esdevenir fulles (com en el cas de la Baragwanathia).
Els fòssils trobats semblen indicar una evolució en aquest ordre, però també es podria tractar d'una coincidència, ja que el conjunt de fòssils per estudiar és bastant incomplet: les microfil·les podrien haver-se originat per la reducció d'una secció del telòmer.

## Excepcions

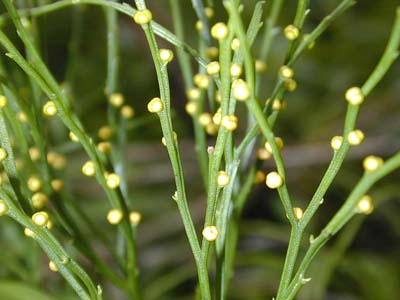
Les Psilotum tenen fulles secundàries i desenvolupen enatio com les plantes primitives.

La definició tradicional no es pot aplicar a tots els organismes. Alguns gèneres de falgueres tenen fulles complexes unides a una pseudostela per una excrescència del nòdul vascular, sense deixar interstici foliar. Les cues de cavall tenen una única nervadura i, per tant podrien ser considerades microfil·les, però l'estudi de fòssils suggereix que les seves avantpassades tenien nervadura múltiple i que la seva forma actual és el resultat d'una simplificació genètica secundària.
Algunes gimnospermes tenen nervadura pinnada amb una sola nervadura, però són el resultat d'una evolució a partir de plantes amb fulles complexes.
El Psilotum ha perdut les fulles secundàries i té una mena d'enationes semblants als de les plantes extintes. Un altre aspecte interessant del Psilotum, és que té el protosele i les enationes desproveïdes de teixit vascular, en conseqüència, durant molt de temps es va creure que el Psilotum era un "fòssil vivent", emparentat molt estretament amb les plantes primitives com ara el Rhyniophytes. No obstant això, l'anàlisi genètica ha demostrat que aquesta planta és una falguera de mida petita.
Actualment hi ha un debat obert entre els botànics sobre si els intersticis foliars són únics i/o merament organismes megafil·les.
Aquesta ambigüitat de definicions fa que sigui difícil distingir entre dues hipòtesis en competició: 
- Que les microfil·les van evolucionar a partir de la reducció de les megafil·les.
- Que les micròfil·les van evolucionar de forma independent a partir de les enatio.

Per una part, la definició clàssica (microfil·les=una nervadura, macrofil·les=múltiles nervadures) encara la fan servir els botànics i, per altra, hi ha la història de l'evolució, encara per acabar de concretar, però que sembla no encaixar del tot amb la definició tradicional.